# Zunajbolnišnična pljučnica
Zunajbolnišnična pljučnica (ZBP) je akutna okužba pljuč (pljučnica), ki nastane pri osebi z normalnim imunskim odzivom v okoljih zunaj bolnišnice, v bivalnem ali delovnem okolju, in pljučnica, ki jo ugotovijo prva dva dni bivanja v bolnišnici.
Vzrok zunajbolnišnične pljučnice je lahko bakterijska, virusna ali glivna okužba ali okužba z zajedavci. Najpogosteje jo povzroča bakterijska okužba s Streptococcus pneumoniae.
Diagnoza temelji na simptomih, telesnem pregledu, rentenskem slikanju pljuč in/ali preiskavah izmečka. Bolniki včasih potrebujejo sprejem v bolnišnico. Zdravljenje lahko med drugim temelji na antibiotikih (pri bakterijski okužbi), protivročinskih zdravilih in zdravilih proti kašlju. Nekatere vrste ZBP lahko prepreči cepljenje. Pri preprečevanju zunajbolnišničnih pljučnic je pomembno tudi nekajenje.

## Znaki in simptomi
Pogosti simptomi so vročina, mrzlica, produktiven kašelj, dispneja, bolečina v prsih, izguba telesne mase. Pri starejših bolnikih, alkoholikih in bolnikih z oslabelim imunskim sistemom so lahko simptomi manj izraženi, pojavljajo se lahko sistemski simptomi, kot so splošna oslabelost, letargija, spremenjen mentalni status, simptomi zgornjih prebavil (na primer dispepsija), vročina pa lahko izostane.

### Zapleti
Možni zapleti ZBP so na primer: plevralni izliv ali empiem, pljučni absces, razsoj okužbe pri bolnikih z bakteriemijo, sepsa in septični šok.

## Vzrok
Vzrok zunajbolnišnične pljučnice je lahko bakterijska, virusna ali glivna okužba ali okužba z zajedavci. 
Pljučnica se največkrat razvije, kadar patogeni, ki jih oseba vdihne ali aspirira, prevladajo nad intrinzičnimi obrambnimi mehanizmi v pljučih. Dosti redkeje je pljučnica posledica hematogenega razsoja mikroorganizmov.

### Povzročitelji

#### Bakterije
Bakterijska okužba je najpogostejši vzrok ZBP pri odraslih. Najpogosteje gre za okužbo s Streptococcus pneumoniae, redkeje so povzročitelji H. influenzae, Moraxella catarrhalis, M. pneumoniae, C. pneumoniae, S. aureus, Streptococcus pyogenes ali K. pneumoniae.

#### Virusi
Virusne okužbe so pri odraslih drugi najpogostejši vzrok zunajbolnišnične pljučnice, pri mlajših otrocih pa celo najpogostejši. Virusno ZBP lahko povzročijo na primer SARS-CoV-2, respiratorni sincicijski virus, virus influence, adenovirusi, virus parainfluence … Okoli 20 % bolnikov z dokazano bakterijsko ZBP je sočasno okuženih tudi z enim od respiratornih virusov.

#### Glive
Glive povzročajo le majhen delež zunajbolnišničnih okužb; pomembnejši povzročitelj so zlasti med bolniki z oslabelim imunskim sistemom, na primer tistih, ki prejemajo zdravila za zaviranje imunskega sistema.

## Zdravljenje
Pri blažjem ali zmerno hudem poteku zunajbolnišnične pljučnice zadošča zdravljenje doma, pri čemer sta pomembna počitek in vnos zadostnih količin tekočine. Pri kadilcih se priporoča opustitev kajenja. Treba je opazovati splošno počutje, psihično stanje, meriti telesno temperaturo, po možnosti tudi frekvenco dihanja in krvni tlak. Ocenjuje se, da se zunaj bolnišnice zdravi okoli 80 % primerov zunajbolnišnične pljučnice. Poleg podpornega zdravljenja je pomembno antibiotično zdravljenje, s katerim je treba začeti čim prej po postavitvi diagnoze. Antibiotično zdravljenje je načeloma izkustveno. Klinična slika in ocena ogroženosti bolnika sta pri odločanju o načinu zdravljenja pomembnejši kot etiologija, torej opredelitve povzročitelja. Treba je upoštevati lokalno epidemiologijo, in sicer pogostnost povzročiteljev v določenem okolju ter njihovo odpornost proti zdravilom. Izbrani antibiotik mora biti učinkovit proti pnevmokokom, ki so najpogostejši povzročitelj ZBP. Ko in če so na voljo mikrobiološki izvidi, se lahko antibiotično zdravljenje prilagodi tako, da se uporabi antibiotik z ožjim spektrom delovanja oziroma se izbere drug antibiotik, če prvotno zdravljenje ni uspešno.
Antibiotično zdravljenje je smiselno le pri bakterijskem povzročitelju in večina primerov ZBP je bakterijskih. Pri odločitvi o antibiotičnem zdravljenju je lahko v pomoč določitev C-reaktivne beljakovine (CRP) v krvi. Bolnik z normalnimi ali malo zvišanimi vrednostni CRP verjetno nima bakterijske pljučnice in uporaba antibiotika ni primerna.
Huda zunajbolnišnična pljučnica zahteva bolnišnično zdravljenje, pri čemer se prav tako uporabljata antibiotično zdravljenje (predvsem v parenteralni obliki) in podporno zdravljenje. Okoli 10 % bolnikov z ZBP, ki potrebujejo bolnišnično oskrbo, se zdravi na enotah za intenzivno zdravljenje, kjer bolnik prejme tudi dihalno podporo.

## Prognoza
Kadar ne gre za hudo obliko zunajbolnišnične pljučnice in ni potrebno zdravljenje v bolnišnici, je smrtnost nizka (manj kot enoodstotna); vročina običajno upade že po dveh dneh zdravljenja, drugi simptomi pa se umirijo tekom prvega tedna zdravljenja. Rentgenski izvidi pljuč lahko ostanejo nenormalni tudi en mesec ali dlje.
Zunajbolnišnična pljučnica v hudi obliki ostaja zelo nevarna okužba dihal in še vedno pomeni veliko tveganje za smrtni izid. Smrtnost bolnikov z ZBP, ki potrebujejo bolnišnično zdravljenje, je okrog 10-odstotna, v primeru pridruženih kroničnih bolezni ter pri starostnikih pa celo znatno večja.  Pri bolnikih, pri katerih pride do sepse in potrebujejo intenzivno zdravljenje, je smrtnost tudi 40-odstotna.

## Epidemiologija
Za zunajbolnišnično pljučnico lahko zboli oseba pri katerikoli starosti, bolj ogroženi pa so starejše osebe s pridruženimi boleznimi in s starostjo povezano oslabelostjo imunskega sistema ter najmlajši zaradi nezrelosti imunskega sistema. Dejavniki tveganja so še kronična obstruktivna pljučna bolezen (KOPB), kajenje, prisotnost kroničnih bolezni (na primer cistične fibroze, alzheimerjeve bolezni …), alkoholizem, nosečnost, oslabel imunski sistem ter okužba z določenimi povzročitelji (nekateri virusi, Pseudomonas aeruginosa).
Zunajbolnišnične pljučnice se pogosteje pojavljajo pozimi. Pogosteje zbolijo moški, vendar nekateri podatki kažejo, da sta potek in izid zunajbolnišnične pljučnice pri ženskah, ki potrebujejo bolnišnično zdravljenje, slabša. Ženske namreč po teh podatkih potrebujejo dlje časa za dosego klinične stabilnosti, daljše bolnišnično zdravljenje ter imejo za 15 % višjo 28-dnevno smrtnost kot moški.
V Sloveniji epidemiološki podatki za obdobje 1999–2008 kažejo, da je incidenčna stopnja ZBP pri odraslih (starejših od 15 let) približno 10/1000 prebivalcev. Okoli 40 % bolnikov z ZBP je bilo starejših od 65 let.